# Калієра
Калієра (також Кордон-Оба, Каллітра, лат. Caliera, Callitra) — руїни генуезького замку XIV—XV століття, розташовані на південно-східному березі Криму, на вершині кам'янистого пагорба Кордон-Оба на правому березі річки Отузка на території селища Ашаги-Отуз Феодосійського району. Рішеннями Кримського облвиконкому № 595 від 05 вересня 1969 року та № 16 від 15 січня 1980 року (обліковий № 363) «укріплення на горі Кордон-Оба» оголошено історичною пам'яткою регіонального значення.

## Назва
З матеріалів археологічних розвідок і наративних джерел відомо про існування з XIII століття біля гирла річки Отузка грецького селища, яке на різних середньовічних портоланах мало схожі назви: лат. Calitera на карті 1367, лат. Callitra у 1480 році, лат. Calittu — 1487 року, лат. Callistra з портолану 1490 року, лат. Catolica в 1576 році. Ці ж варіанти наводить Олександр Бертьє-Делагард, сучасні автори найбільше використовують зросійщену транслітерацію Калієра. Назва Кордон-Оба — сторожовий пагорб, на думку краєзнавців, пов'язана з розміщенням у цьому місці наприкінці XVIII століття «прибережної варти Війська Донського». У путівнику Сосногорової стверджується, що в гирлі Отузки, судячи з середньовічних карт, знаходився венеційський порт Провато, що не підтверджується джерелами (Провато припускають у районі селища Кайгадор).

## Опис
Калієра — єдиний у Східному Криму генуезький замок, збудований на території Солдайського консульства, імовірно, для захисту селищ Отузи і Калієра. Замок розташовувався на вершині приморського пагорба і був повністю огороджений кріпосними стінами, складеними з буту на вапняному розчині, завдовжки близько 107,0 м, за товщини 0,85-1,10 м, розміри кріпосного майданчика близько 28,0 на 35,0 м, площа — 0,074 гектара (за іншими даними, товщина стін — до 2 м, площа замку — 0,26 гектара при розмірах 85 на 56 м). Усередині укріплення було розділене поперечним муром завдовжки 27,0 м: у південній частині, у формі прямокутної трапеції, знаходилася церква розмірами 8,4 на 5,0 м (стіни завтовшки 0,8 м, на вапняному розчині, зсередини тиньковані та вкриті фресковим розписом) і вісім житлових приміщень для гарнізону (зведені з використанням глиняного розчину). Також там знаходилася панівна над фортецею башта-донжон, розмірами 9,3 на 10,4 м, з товщиною стін 1,0-1,15 м (за іншими даними розміри 8,5 на 10,35 м, товщина стін 2 м), винесена за лінію стін на 4,8—5,0 м і, мабуть, ворота в замок. Північну частину укріплення, складнішої в плані форми, займають чотири, складені на глиняному розчині, будови, які, ймовірно, використовували для господарських потреб, частина території була не забудована. За результатами археологічних досліджень пам'ятки історики дійшли висновку, що замок побудували генуезці у XIV столітті (передбачувана дата — після захоплення 1365 року Солдайї та її сільської округи) і існував до завоювання генуезьких колоній османськими військами 1475 року.

## Історія вивчення
У 1837 році Петро Кеппен склав перший опис замку як «Отузького укріплення». У ньому вчений, окрім іншого, згадував чотирикутну вежу всередині замку, про яку не йдеться в роботах сучасних дослідників, описував ділянки стін висотою до трьох аршинта наводив варіанти назви поселення із середньовічних портоланів. У книзі «Минуле Тавриди» про укріплення згадує Юліан Кулаковський, а перші розкопки пам'ятника провів у 1927 і 1928 роках Микола Барсамов, який, «зі слів старожилів», невірно атрибутував укріплення як вірменський монастир, також, серед інших, згаданий Миколою Рєпніковим. У 1973—1976 та 1981 роках розкопки проводили Ігор Баранов та Олександр Айбабін, з 2006 року дослідження були продовжені Східно-Кримською (Феодосійською) експедицією Кримської філії Інституту археології НАН України.